# West Lafayette (Ohio)
Pour les articles homonymes, voir West Lafayette.
West Lafayette est un village américain situé dans le comté de Coshocton, dans l'Ohio. 

## Démographie
Selon le recensement de 2010, sa population est de 2 321 habitants.